# Cech svatého Lukáše

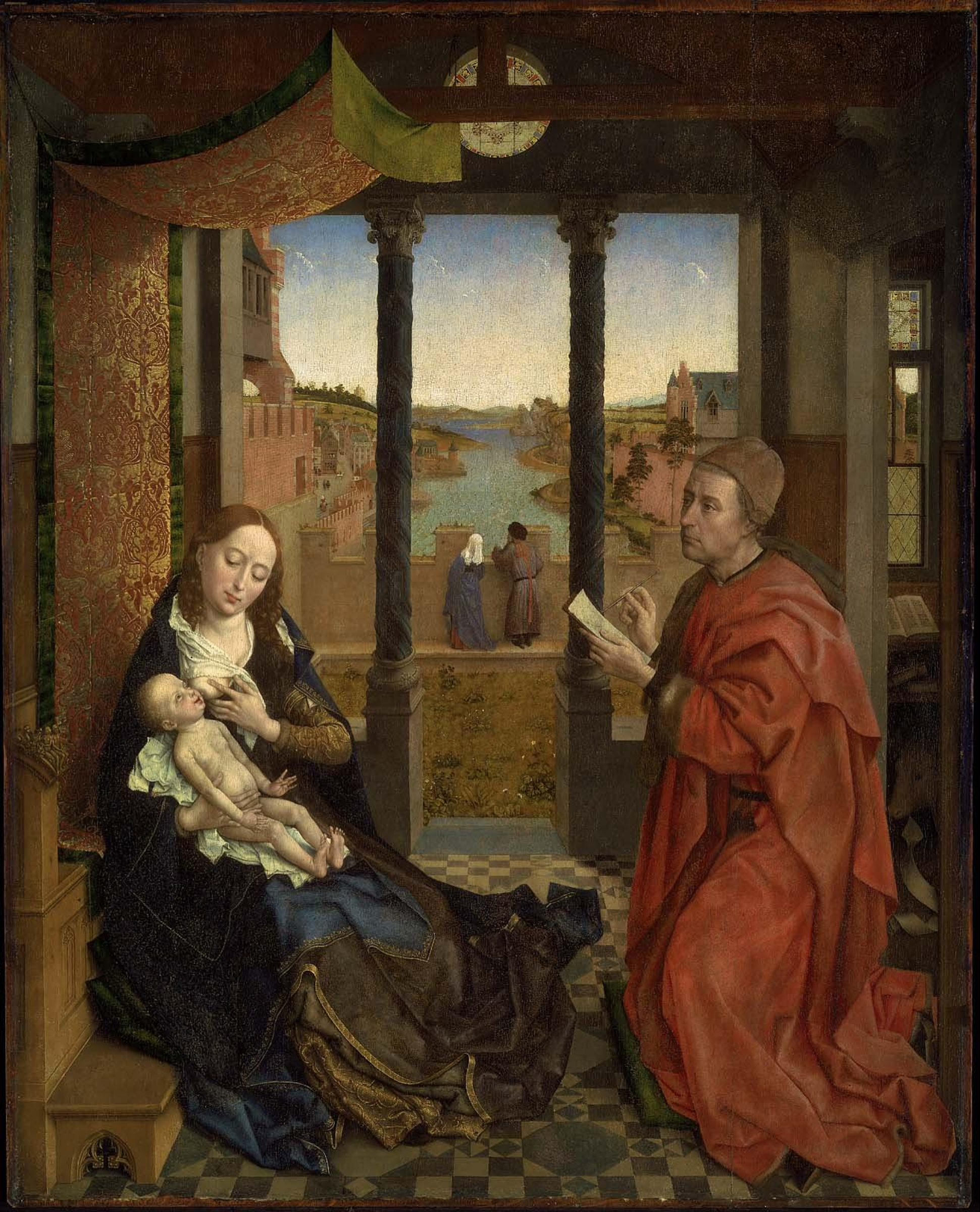
Rogier van der Weyden: Svatý Lukáš maluje Pannu s Ježíškem, kolem 1435–1440. 137,5 x 110,8cm. Toto byl klasický námět obrazů malířských cechů

Cech svatého Lukáše (Accademia di San Luca) byl častým názvem uměleckých spolků, které vznikaly zejména v Nizozemsku, Itálii a Vlámsku. Sdružovaly nejen malíře, ale i některé řemeslníky. Cechy vznikaly odloučením od gild.

## Historie vzniku akademií
Název akademie pochází z řeckého akademeia, které označovalo místo, kde se Platón scházel se svými žáky k filosofickým rozpravám. Renesanční Itálie 15. století oživila platónskou filosofii. Příkladem je Platónská akademie Marsilia Ficina vzniklá na medicejském dvoře. První akademii myšlenou jako umělecká škola založil kolem roku 1490 Lorenzo il Magnifico ve Florencii a Leonardo da Vinci (Accademia Vinciana) v Miláně. Obě akademie po způsobu platónských akademií představovaly společenství, jehož posláním bylo studium antického umění, filosofie, rozhovory o umění. V roce 1563 založil Giorgio Vasari ve Florencii akademii Accademia del disegno. Účelem akademie nebylo jen pedagogické zaměření, ale i záměrem byla i společenská reprezentace, členové akademie měli tvořit společnost nadřazenou mistrům začleněným do cechu či bratrstvu. Tak hned od počátku byli akademici spjati se společenskými elitami. Tak to trvalo v podstatě do 19. století. Provázanost s vládnoucí třídou dávala nejprve jistou uměleckou svobodu akademickému umělci, postupně ovšem vedla ke konzervatismu vzhledem k nutnosti vyhovět vkusu aristokratických mecenášů. To ve výsledku vedlo některé umělce k zakládání vlastních společenství. Roku 1577 založil Federico Zuccari Cech svatého Lukáše (Accademia di San Luca) jako sdružení umělců pracujících v Římě. Zuccari vedl akademii od roku 1593. Kolem roku 1600 vznikla v Bologni slavná Accademia degli Incamminati, založená bratry Carracciovými.

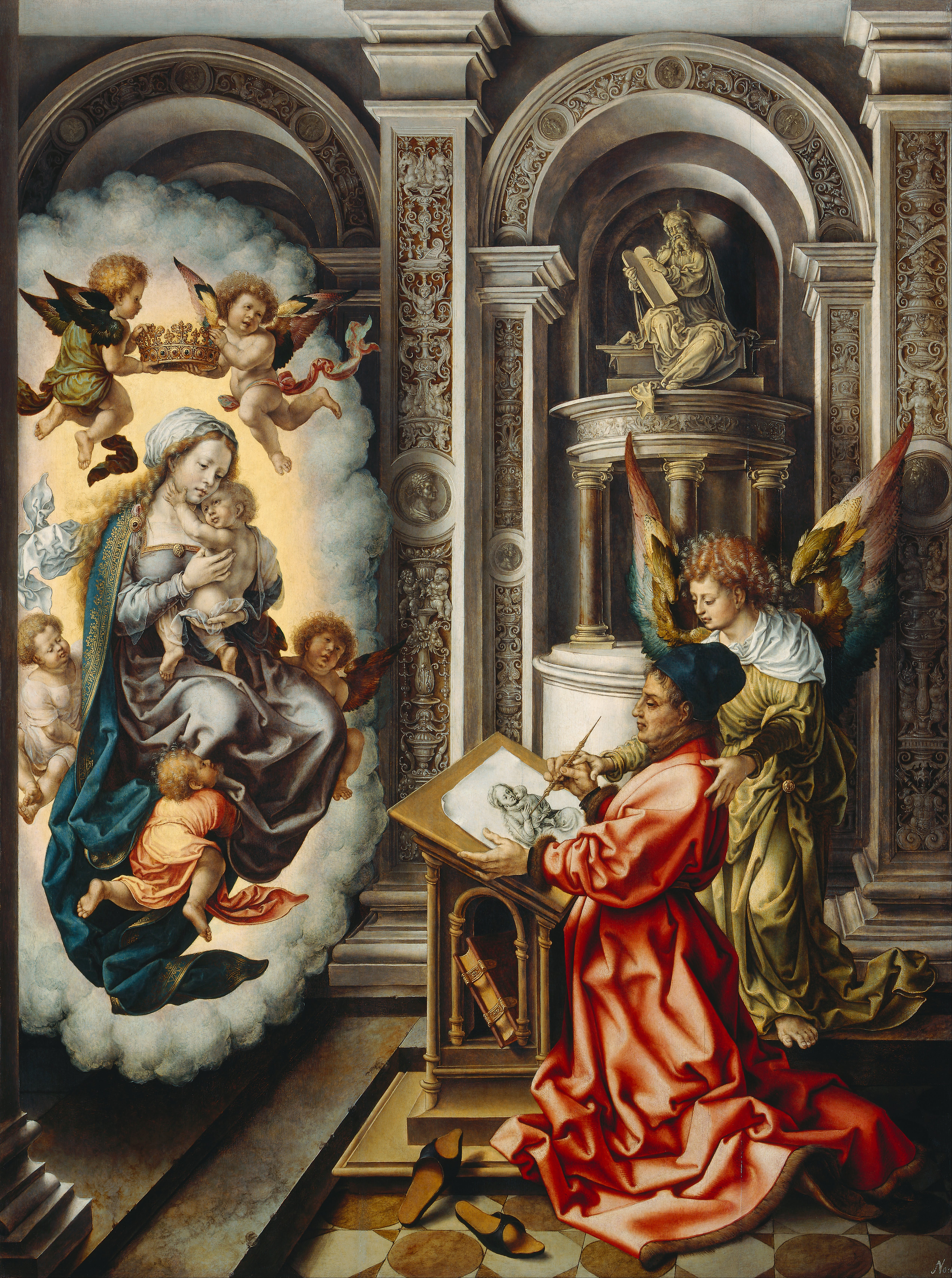
Jan Gossaert: Svatý Lukáš maluje Madonu, kolem let 1520–25)

## Historie vzniku Cechů svatého Lukáše
Předchůdcem akademií byla Compagnia di San Luca, cech malířů, který měl své statuty a výsady dané listinou ze 17. prosince 1478 papežem Sixtem IV. Mezi zakládajícími členy byl i slavný malíř Melozzo da Forli, který v té době působil na papežském dvoře. V roce 1605 papež dal cechu právo udělit milost odsouzenci u příležitosti svátku svatého Lukáše. V roce 1620 rozšířil papež Urban VIII. pravomoci cechu o právo rozhodovat kdo bude v Římě považován za umělce, a to pod záštitou jeho synovce, kardinála Francesca Barberiniho. V roce 1633 Urban VIII. udělil cechu právo zdanit všechny umělce a cech dostal monopol na všechny veřejné zakázky. Tato opatření zvedla silnou opozici. Během prvních let papežské úřady vyvíjely velkou kontrolu nad vedením akademie. Někteří moderní kritici uvádějí, že církev kontrolovala umělce se zdánlivým cílem poskytnout umělcům vyšší vzdělání, ve skutečností církev ovládla umění. Členy akademie bylo mnoho významných malířů 17. století, jako Domenico Zampieri (Domenichino), Gian Lorenzo Bernini, Pietro da Cortona, Giovanni Francesco Romanelli. Nicméně, mnoho významných umělců se nikdy k akademii nepřipojilo nebo nebylo přijato.
Cílem akademie bylo vytvořit možnost zlepšit práci umělců. Mezi členy akademie patřili nejen malíři ale i sochaři a architekti, kteří se zabývali výhradně řemeslnou prací. Mezi další zakladatele patří Girolamo Muziano a Pietro Olivieri. Akademie byla pojmenována podle Evangelisty svatého Lukáše, který podle legendy Sv. Jana z Damašku ( 675 či 676–749) jako první namaloval obraz Panny Marie. Jeden z nejslavnějších cechů byl založen v Antverpách. Jeho činnost trvala až do roku 1795, ačkoli tehdy už ztratila svůj monopol a tedy většinu své síly. Od konce 16. století až do okamžiku, kdy se z Palazzo Carpegna akademie přestěhovala do svého současného sídla, sídlila v městském bloku poblíž Fórum Romanum. Původní budovy se nedochovaly, zůstal však kostel Santi Luca e Martina, jehož stavitelem byl barokní architekt Pietro da Cortona. Průčelí kostela dodnes shlíží na Fórum. Zde byla v roce 1577 byla založena Accademia di San Luca, akademie malířů, sochařů a architektů pracujících v Římě. V roce 1588 byla stavba předána církvi, která jej dedikovala Sv. Lukášovi. Akademie uskutečnila drobné úpravy kostela a také projekty pro nový kostel podle kreseb Ottaviano Mascherino (1536–1606). Postupně akademie začala získávat nemovitosti sousedící s kostelem.

## Antverpy
Přestože až do šestnáctého století nebyly Antverpy hlavním uměleckým centrem, byly jedny z prvních, když ne vůbec první, kdo založil Cech Sv. Lukáše. První zmínka o cechu pochází z roku 1382 a roku 1442 dostal cech od města zvláštní privilegia. Cech se oddělil od gildy, vytvořil vlastní archiv Cechu svatého Lukáše zvaný Liggeren, který dodnes slouží jako zdroj biografických informací o vlámských umělcích. První seznam pochází z roku 1453, ale dá se předpokládat, že cech byl daleko starší než tento seznam. V katalogu jsou jména studentů, děkanů v jednotlivých letech, jména mistrů a jejich specializace. V Antverpách museli všichni umělci patřit k cechu, aby mohli pracovat a prodávat pod svým vlastním jménem. Cech velmi přísně dohlížel na umělecké aktivity členů a dbal na to, aby si řemeslníci nekonkurovali, nepracovali v oblasti, kde již pracují jiní členové cechu, jako bylo například tkaní gobelínů.

## Bruggy
Cech v Bruggách zahrnoval i sedláře, pravděpodobně proto, že většina sedlářů malovala drobné iluminace na kůži. Možná kvůli tomuto spojení platilo po nějakou dobu pravidlo, že všechny miniatury musí mít malou značku k identifikaci umělce, pro kontrolu, zda je registrován u cechu. Pokud umělec nebyl registrován u cechu, pak podle regulí mohl učit své řemeslo pouze se zvláštním privilegiem, například pokud byl jmenován dvorním umělcem. V této situaci byl malíř Peter Paul Rubens v 17. století, kdy získal speciální povolení od rakouského arcivévody Alberta VII. (1559–1621), jelikož byl v Bruselu dvorním umělcem a v Antverpách členem Cechu svatého Lukáše. Členství v cechu také opravňovalo členy k prodeji svých děl ve výstavním sále, který byl ve vlastnictví cechu. Antverpy například otevřely v roce 1460 tržiště pro prodej obrazů před katedrálou a v roce 1482 tento způsob zavedly také Bruggy.

## Nizozemská republika

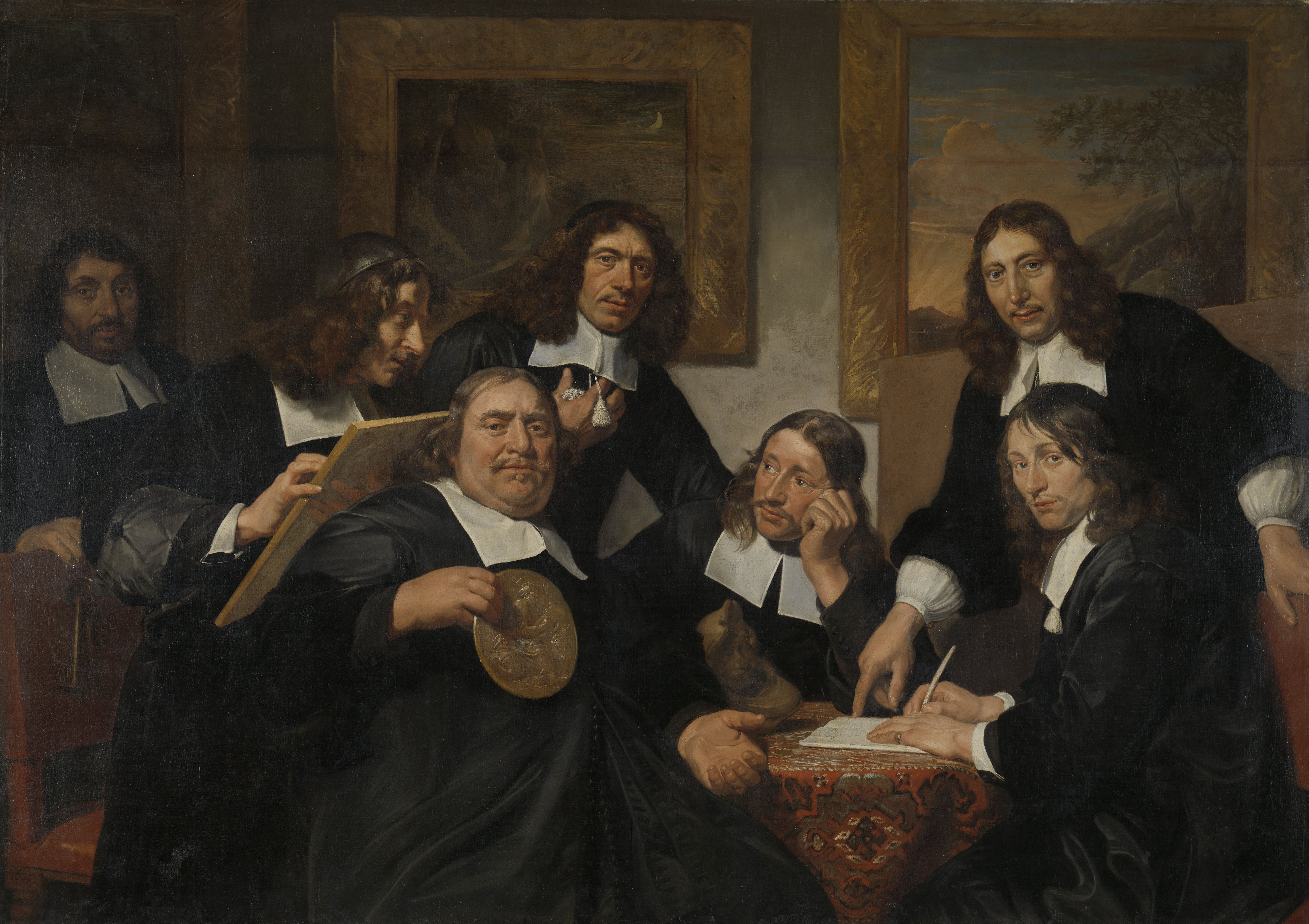
Guvernéři v Haarlemu, Cech sv. Lukáše v roce 1675. Jan de Bray jako druhý zleva. Překvapivě existuje méně skupinových portrétů malířů, než jiných profesí gildy

Cechy Sv. Lukáše se v Nizozemsku začaly znovu objevovat po roce 1581, kdy byla část Nizozemska oddělena od katolického Španělska a města se dostala pod protestantskou vládu. To bylo příčinou dramatického pohybu populace. Mnoho spolků Sv. Lukáše znovu vydalo chartu na ochranu zájmů místních malířů, neboť se obávali příchodu talentovaných umělců z míst jako Antverpy a Bruggy. Mnoho měst mladé republiky se stalo koncem šestnáctého a počátku sedmnáctého století důležitými uměleckými středisky. Amsterdam byl prvním městem, které po reformaci v roce 1579 znovu vydalo Chartu svatého Lukáše pro své členy, kterými nebyly jen malíři, ale i sochaři, rytci a další řemeslníci zabývající se uměním. Během dohodnutého dvanáctiletého příměří z roku 1609, přistěhovalectví stoupalo a mnoho holandských měst znovu vydalo své charty jako formu ochrany proti množství obrazů, které začaly přicházet ze zahraničí.
Města jako Gouda, Rotterdam a Delfty založili cechy mezi lety 1609 a 1611. V každém z těchto případů se malíři obrazů vyčlenili z tradiční struktury cechu, která zahrnovala i jiné malíře, například ty, kteří pracovali na freskách a na domech. Jiná města jako Amsterdam nebo Haarlem k tomuto rozdělení nepřikročily. V roce 1631 se Haarlemský cech pokusil vytvořit přísnou hierarchii umělců, kde by malíři obrazů byli na jejím vrcholu. Tato hierarchie byla nakonec odmítnuta. V Utrechtském cechu, založeném v roce 1611, došlo k oddělení sedlářů, v roce 1644 se oddělil nový cech malířů a v Cechu Sv. Lukáše zůstali pouze sochaři a řezbáři. Podobný krok v Haagu v roce 1656 vedl k tomu, že malíři opustili Cech Sv. Lukáše, aby založili nové společenství Confrerie Pictura se všemi druhy výtvarných umělců.
Umělci v jiných městech nebyli tak úspěšní při vytváření vlastních cechů a zůstali součástí cechů stávajících. Například v Leidenu v roce 1610 byl učiněn pokus o založení speciálního cechu pro malíře, aby se ochránili před prodejem umění od cizinců, zejména těch, kteří pocházeli z oblastí vévodství Brabant, což je oblast okolo Antverp. Leiden tradičně nebyl nakloněn cechům a tak umělcům pouze učinil nabídku, že pomůže zabránit nedovolenému dovozu. Teprve v roce 1648 byla za přispění Gerrita Doua a Jana Steena (v roce 1674 se stal jejím prezidentem) volně organizovaná gilda v tomto městě povolená. Cechy malého, ale bohatého sídla vlády Haagu a jeho blízký soused Delfty spolu neustále bojovali, často bez úspěchu. Ke konci století bylo dosaženo rovnováhy s tím, že portrétisté z Haagu dodávali do obou měst, a umělci z Delftu dělali to samé.

## Itálie
V renesanční Florencii Cech Sv. Lukáše jako takový neexistoval. Malíři patřili do společného cechu s lékaři a lékárníky (Arte dei Medici e Speziali), protože kupovali své pigmenty z lékárny, zatímco sochaři byli členy Masters of Stone and Wood (Maestri di Pietri e Legname). Malíři byly často členy v Compagnia di San Luca, která byla ve Florencii založena již v roce 1349. Podobné organizace existovaly i v jiných italských městech, například v Římě. Na Krétě byl v 16. století byl založen cech velmi úspěšnými řeckými malíři. Členové Compagnia di San Luca se začali setkávat v bazilice Basilica della Santissima Annunziata (Basilica of the Most Holy Annunciation) ve Florencii. Připojili se také sochaři, kteří byli dříve členy cechu Sv. Pavla (Compagnia di San Paolo). V roce 1563 se ve Florencii se tento cech přeměnil na Accademia di Belle Arti Firenze | Accademia del Disegno, která byla v roce 1572 formálně začleněna do cechovního systému města. Umělecká společenství ve Florencii udržovala daleko více tradiční cechovní struktury než Accademia di San Luca v Římě, kterou založil v roce 1593 Federico Zuccari. Ta už představuje moderní strukturu umělecké akademie. Ostatní města se postupně řídila příkladem Říma. V Bologni byla z iniciativy Ludovica Carraci založena Accademia degli Incamminati. V Antverpách byla založena Královská akademie výtvarných umění, založil ji vlámský malíř David Teniers mladší či David Teniers II. (15. prosinec 1610 – 25. duben 1690), první děkan akademie. V Benátkách Giovanni Battista Tipponi a Giovanni Battista Tiepolo založili Accademia di Belle Arti di Venezia, která se oddělila od staré Fraglia dei Pittori, což byl známý místní cech. Nové akademie začaly nabízet studentům výuku kreslení, základy malby a studium umělecké teorie včetně hierarchie žánrů. Význam a prestiž akademií se tím zvýšila.

## Cechy a intelektuální zájmy

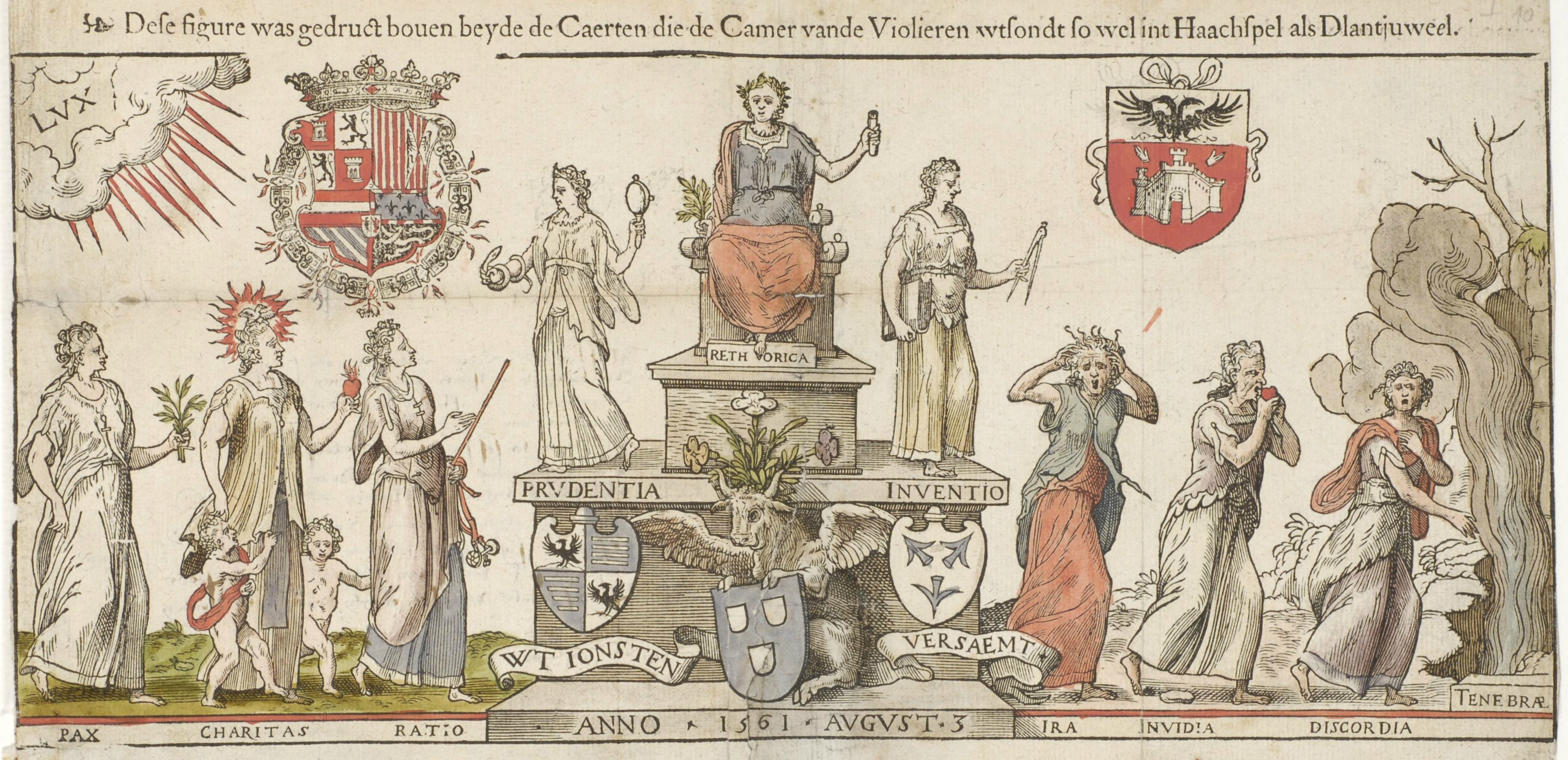
Tištěná pozvánka k setkání cechů v Antverpách, událost trvající 19 dní, v roce 1561

Nástup nového směru, ke kterému došlo koncem 16. století v Itálii, se zopakoval i v Nizozemských zemích díky zvýšené angažovanosti účasti umělců v literární a humanistické společnosti. Zvláště Cech sv. Lukáše v Antverpách byl úzce spjat s jedním z významných spolků literátů Violieren. Mnohdy byly obě společnosti považovány za totožné. V polovině šestnáctého století, kdy v Antverpách byl aktivní Pieter Brueghel starší, většina členů Violieren, včetně Franse Florise, Cornelise Florise, Hieronymuse Cocka, byli umělci. Vztah mezi těmito dvěma organizacemi, jedna pro umělce, kteří prodávali svá díla a byli tedy i obchodníky, a druhá jako literární a dramatická skupina, pokračoval do sedmnáctého století. V roce 1663 se obě skupiny formálně sloučily a sto let po římské Accademia di San Luca byla založena Antverpská akademie. Podobné vztahy mezi Cechem Sv. Lukáše a literárními a humanitními společnostmi existovaly v nizozemských městech v sedmnáctém století často. Haarlemský Liefde boven al (Láska nade vše) ke kterému patřil Frans Hals, Esaias van de Velde a Adriaen Brouwer je dobrým příkladem. Tyto aktivity se také projevovaly ve společenstvích, které se vyvíjely mimo cechy, jako jsou antverpští romantici (Guild of Romanists či Confrérie van romanisten), pro které bylo nezbytné poznávání světa, cestování do Itálie a znalost klasické a humanistické kultury.

## Pravidla gildy

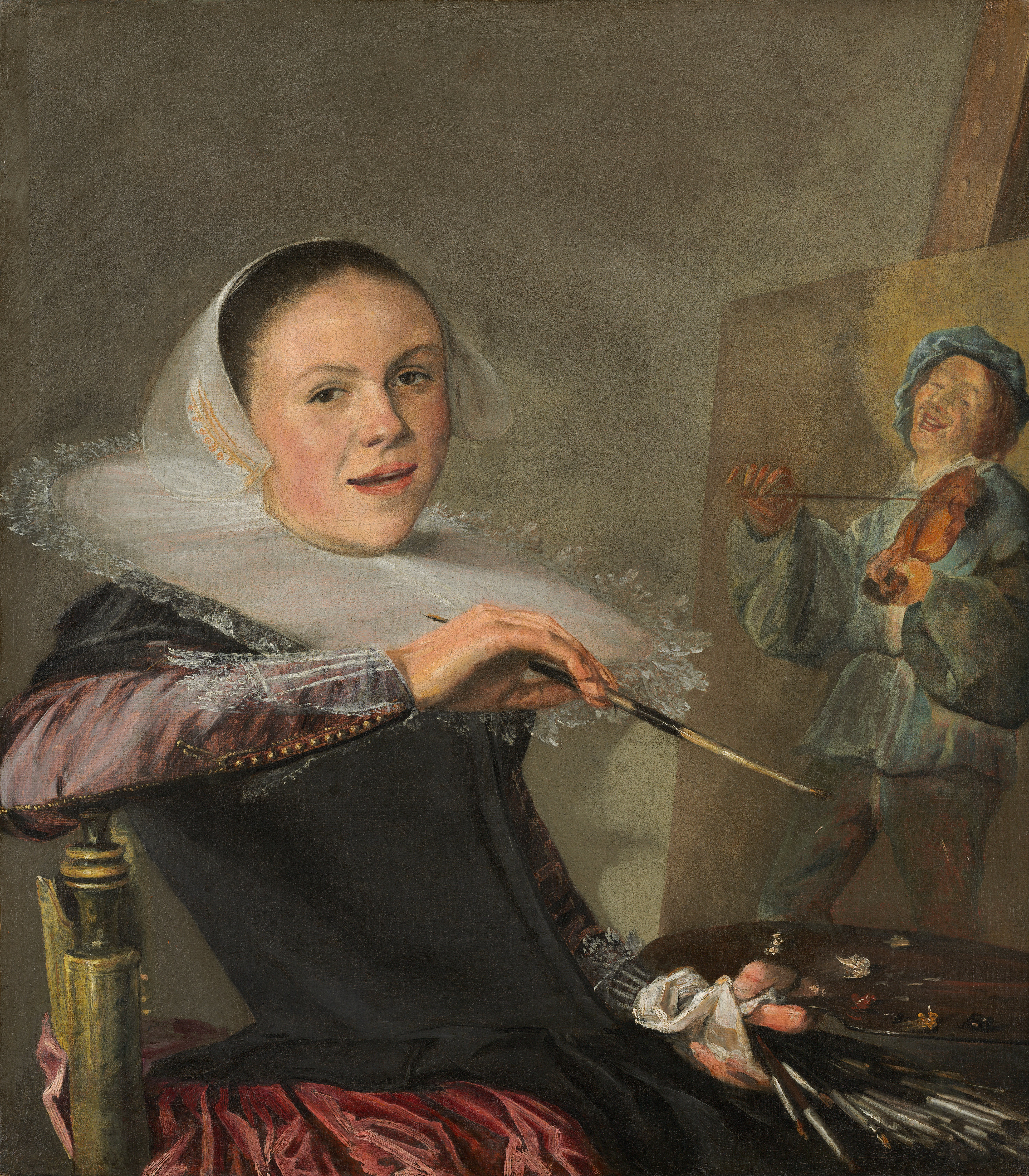
Judith Leyster: autoportrét ve věku 20 let, tři roky předtím, než se stala druhou ženou, která se připojila k haarlemskému cechu v roce 1633

Pravidla cechů se značně lišila. Společně pravidlo s gildami obchodníků bylo, že doba učení trvala nejméně tři, častěji pět let. Poté se učedník kvalifikoval jako mistr, který může pracovat pro kteréhokoli člena gildy či cechu. Někteří umělci začali podepsat a datovat své obrazy už rok nebo dva předtím, než se stali oficiálními členy cechu, neboť podmínkou členství byla platba do cechu. Teprve poté se umělec stal svobodným mistrem a mohl prodávat vlastní díla, otevřít si dílnu s vlastními učedníky a také prodávat práci jiných umělců. Anthony van Dyck toho dosáhl v osmnácti letech. Malíři v Norimberku na rozdíl od pozlačovačů měli umožněn volný obchod bez příslušnosti k cechu a obchod byl řízen přímo městskou radou; toto mělo za cíl povzbudit umělecký růst ve městě. Mnoho uměleckých prací bylo spojeno s vydáváním knih, pro které Norimberk byl největším německým centrem. Nicméně existovala i jiná pravidla a například jen ženatí muži mohli provozovat vlastní dílnu. Ve většině měst byly ženy vytvářející iluminované manuscripty vyloučeny z cechu nebo se nemohly stát mistry. Toto pravidlo neplatilo v Antverpách, kde členkou cechu byla Catharina van Hemessen a další ženy. Cechy vznikly z původních gild, což byla obecně křesťanská společenství, proto byli ve většině měst vyloučeni z členství Židé, nebo se alespoň se nemohli stát mistry. S rozvojem knihtisku se do malířských cechů začlenilo mnoho rytců a iluminátorů a pozlačovačů. Panoval názor, že toto propojení oslabuje rozvoj výtvarné tvorby, proto některé malířské cechy rytce přijaly, jiné ne. V Londýně měli malíři na sklo své vlastní oddělené cechy společně se sklenáři, jinde byli malíři na sklo do uměleckých cechů přijati. Pravidla delftského cechu byla nekompromisní. Když Johannes Vermeer vstoupil do cechu v roce 1653, musel podle místních pravidel absolvovat šest let učení. Kromě toho musel zaplatit vstupní poplatek ve výši 6 guldenů, a to navzdory skutečnosti, že jeho otec byl členem cechu (jako obchodník s uměním), což by za normálních okolností znamenalo pouze tři guldeny. Pieter de Hooch na druhé straně jako přistěhovalec do Delftu musel v roce 1655 zaplatit dvanáct guldenů, což si nemohl dovolit zaplatit najednou.

## Odmítnutí cechů
Koncem 17. století nastal větší pohyb obyvatel a vznikalo napětí mezi místními cechy, které prosazovaly své právo monopolu a malířů, kteří přicházeli do měst za prací či na pozvání vládnoucích elit. Když byl Anthonis van Dyck pozván králem Karlem I. do Anglie, byl mu poskytnut dům u Blackfriars, sice v Londýně, ale těsně za hranicí City of London, aby se zabránilo konfliktu s právem monopolu londýnského cechu. Cech v Haagu se roku 1656 rozdělil na dvě části a vznikla Confrerie Pictura, kterou založili umělci nespokojení s poměry v cechu. V té době začal převažovat názor, že pro zajištění vysoké kvality a tím i vysoké ceny za umělecká díla, mělo by být vzdělávání umělců odděleno od prodejních míst. Mnoho měst vytvořilo akademie jako školy pro malíře, zatímco prodej byl organizován například v místních hostincích, při prodeji nemovitostí nebo na otevřených trzích. V Antverpách habsburští guvernéři nakonec odstranili monopol cechů a do konce 18. století téměř nezbyly žádné monopolní cechy. A a to ještě předtím, než Napoleon rozpustil všechny cechy na územích, které ovládal. Cechy přežily jako humanistické společnosti nebo charitativní organizace nebo se sloučily s novějšími akademiemi, jako se to stalo v Antverpách, ale už ne v Londýně ani v Paříži.
Krátké oživení cechovních monopolů nastalo ve východní Evropě ve 20. století v komunistickém režimu, kde pro nečleny svazu nebo cechu bylo velmi těžké pracovat jako malíř – příkladem je Čech Josef Váchal.

## Obrazy pro cechy
V mnoha městech Cech Sv. Lukáše financoval kapli, pro kterou vytvářel obrazy svého patrona. Jeden z nejranějších obrazů Rogiera van der Weydena tak vytvořil tradici, kterou následovali mnozí další malíři, jako Frans Floris (1556), Marten de Vos (1602) a Otto van Veen. Abraham Janssens namaloval v roce 1605 oltářní obraz pro cech v Mechelenu. Tyto obrazy jsou často autoportréty s postavou umělce jako svatým Lukášem a často poskytují pohled na způsob malířovy práce, neboť svatý Lukáš je zde zobrazován při práci.

Svatý Lukáš maluje Pannu
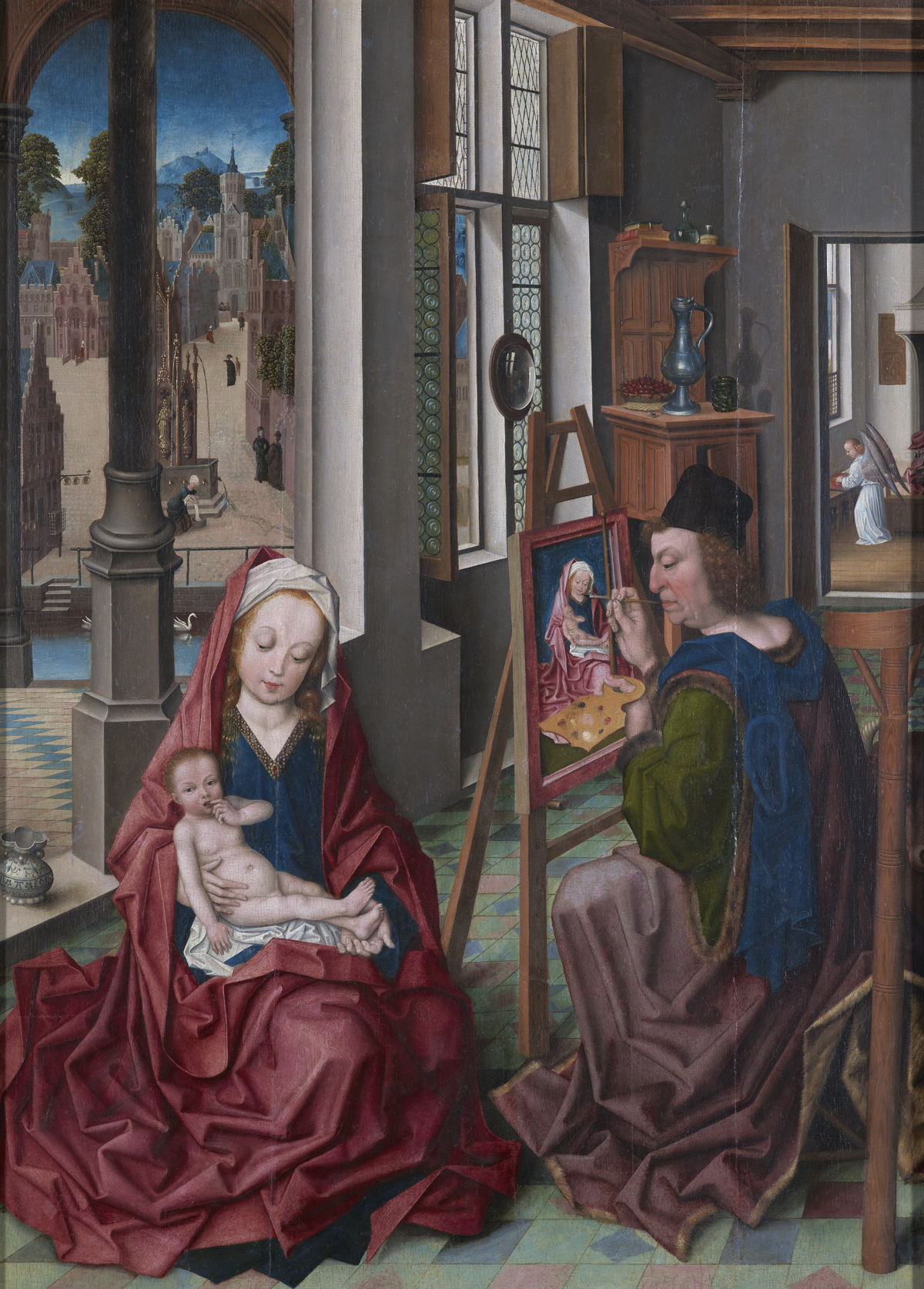
Derick Baegert, asi 1470
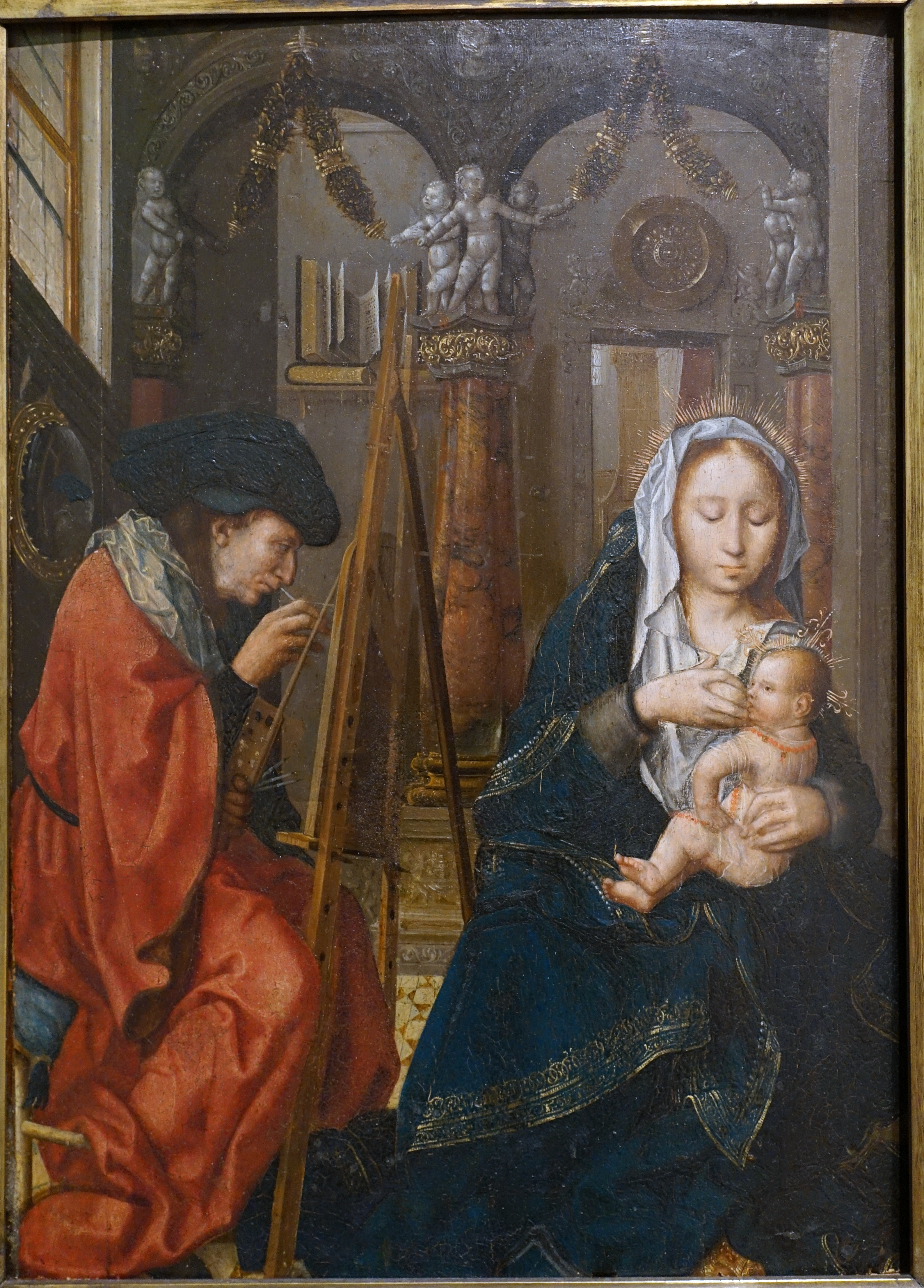
Master of the Holy Blood, asi 1520
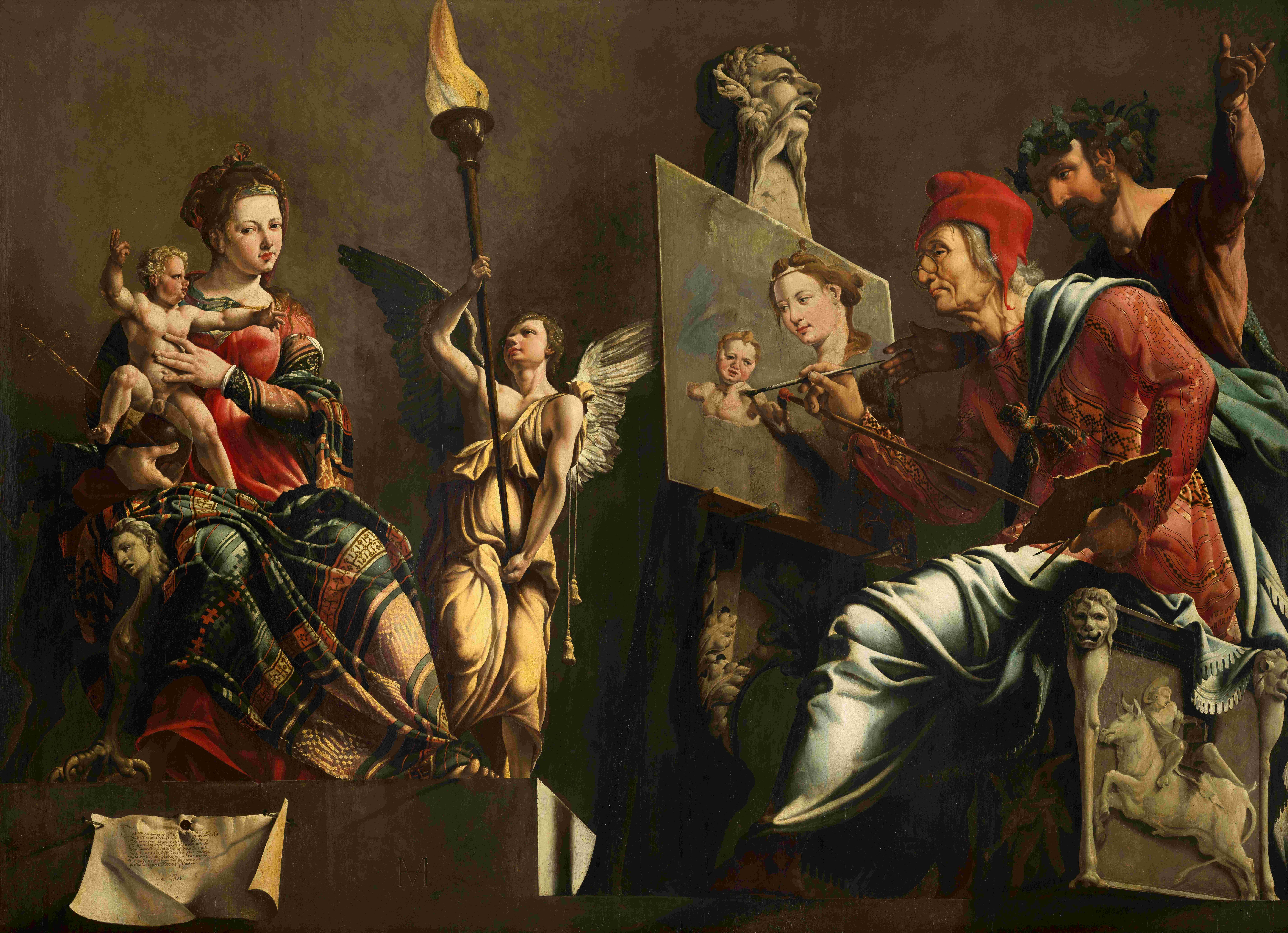
Maarten van Heemskerk, oltářní obraz, vytvořen před jeho odchodem do Itálie v roce 1532
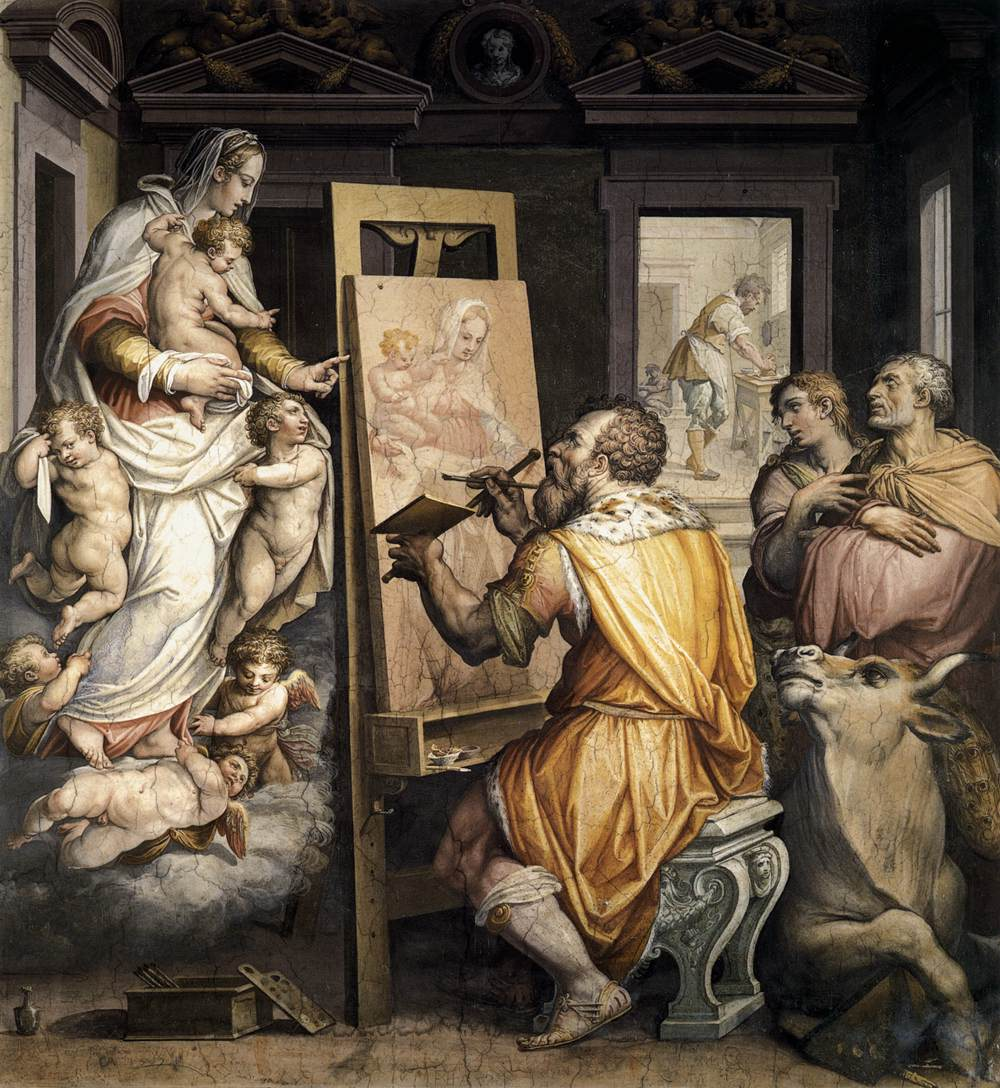
Giorgio Vasari, 1563

## Významní členové Cechu svatého Lukáše
- Federico Zuccari, 1593
- Tommaso Laureti, 1595
- Giovanni De Vecchi, 1596
- Cesare Nebbia, 1597
- Durante Alberti, 1598
- Flaminio Vacca, 1599
- Cavalier d'Arpino, 1600, 1616, 1629
- Girolamo Massei, 1603
- Pietro Bernini, 1605, 1606
- Paolo Guidotti, 1607, 1620
- Gaspare Celio, 1609
- Cherubino Alberti, 1611–1613
- Ottavio Leoni, 1614–1615, 1627
- Giovanni Baglione, 1617–1619
- Gian Lorenzo Bernini, 1621, 1630
- Agostino Ciampelli, 1623
- Antiveduto Gramatica, 1624
- Simon Vouet, 1624–1627
- Baldassare Croce, 1628
- Domenichino, 1629
- Giovanni Lanfranco, 1631, 1632
- Francesco Mochi, 1633
- Pietro da Cortona, 1634–1636
- Alessandro Turchi, 1637, 1638
- Giovanni Francesco Romanelli, 1639
- Alessandro Algardi, 1640
- Girolamo Rainaldi, 1641–1643
- Niccolò Menghini, 1645–1647
- Giovanni Battista Soria, 1648–1650
- Luigi Primo